# Tuyệt chủng loài người

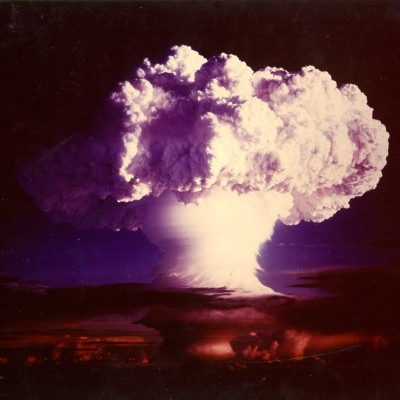
Chiến tranh hạt nhân là một nguyên nhân thường được dự đoán về sự tuyệt chủng của loài người

Trong các nghiên cứu tương lai, sự tuyệt chủng của con người là sự kết thúc hoàn toàn mang tính giả thuyết của loài người. Điều này có thể gây ra do các nguyên nhân tự nhiên hoặc các nguyên nhân do con người gây ra, những nguy cơ tuyệt chủng qua thảm họa thiên nhiên, chẳng hạn như một va chạm thiên thạch hay núi lửa quy mô lớn, thường được coi là tương đối thấp.
Nhiều kịch bản có thể xảy ra về sự tuyệt chủng của con người đã được đề xuất, như biến đổi khí hậu, hủy diệt hạt nhân toàn cầu, chiến tranh sinh học (hoặc giải phóng tác nhân gây đại dịch) và sụp đổ sinh thái. Một số kịch bản tập trung vào các công nghệ mới nổi, chẳng hạn như trí tuệ nhân tạo tiên tiến, công nghệ sinh học hoặc nanobots tự sao chép. Xác suất tuyệt chủng của con người trong vòng một trăm năm tới là chủ đề của một cuộc tranh luận đang diễn ra sôi nổi.

## Lập luận đạo đức liên quan đến rủi ro tồn tại
"Rủi ro tồn tại" là những rủi ro đe dọa toàn bộ tương lai của loài người, cho dù bằng cách gây ra sự tuyệt chủng của con người hay bằng cách làm tê liệt tiến trình của con người vĩnh viễn. Nhiều học giả đã lập luận dựa trên quy mô của "tài sản vũ trụ" rằng do số lượng lớn các cuộc sống tiềm năng trong tương lai đang bị đe dọa, thậm chí việc giảm thiểu rủi ro tồn tại có giá trị rất lớn. Một số tranh cãi cụ thể như sau:
- Carl Sagan đã viết vào năm 1983: "Nếu chúng ta bắt buộc phải hiệu chỉnh sự tuyệt chủng bằng thuật ngữ số, tôi chắc chắn sẽ bao gồm số người trong các thế hệ tương lai sẽ không được sinh ra... (Theo một tính toán), xác suất có khả năng tuyệt chủng cao gấp một triệu lần so với các cuộc chiến tranh hạt nhân khiêm tốn hơn giết chết "chỉ" hàng trăm triệu người. Có nhiều biện pháp khả thi khác về sự mất mát tiềm năng bao gồm văn hóa và khoa học, lịch sử tiến hóa của hành tinh và tầm quan trọng của cuộc sống của tất cả tổ tiên chúng ta đã đóng góp cho tương lai của con cháu họ. Sự tuyệt chủng là sự hủy hoại của con người. " [2]
- Nhà triết học Derek Parfit năm 1984 đưa ra một lập luận thực dụng nhân học rằng, bởi vì tất cả cuộc sống của con người có giá trị nội tại gần như bằng nhau, bất kể họ sinh ra ở đâu trong thời gian hay không gian, một số lượng lớn mạng người có thể được cứu trong tương lai sẽ được nhân lên theo tỷ lệ phần trăm của hành động sẽ cứu họ, mang lại lợi ích ròng lớn cho việc giảm thiểu rủi ro tồn tại.[3]
- Nhân loại có xác suất tuyệt chủng 95% trong 7.800.000 năm, theo công thức của J. Richard Gott về lập luận Ngày tận thế gây tranh cãi, cho rằng có lẽ chúng ta đã sống qua một nửa thời gian của lịch sử loài người.
- Triết gia Robert Adams năm 1989 bác bỏ quan điểm "không chính đáng" của Parfit, nhưng nói thay vì một mệnh lệnh đạo đức cho lòng trung thành và cam kết "tương lai của nhân loại là một dự án rộng lớn... Khát vọng về một xã hội tốt đẹp hơn - công bằng hơn, bổ ích hơn và bình yên hơn... sự quan tâm của chúng tôi đối với cuộc sống của con cháu chúng ta và hy vọng rằng chúng sẽ có thể có được cuộc sống của con cái và cháu mình. " [4]
- Triết gia Nick Bostrom lập luận vào năm 2013 rằng các lý lẽ về sự ưu tiên thực dụng, dân chủ, quyền giám hộ và chủ nghĩa trực giác đều hội tụ trên quan điểm thông thường rằng ngăn ngừa rủi ro hiện sinh là ưu tiên đạo đức cao, ngay cả khi "mức độ xấu" chính xác của sự tuyệt chủng của con người giữa các triết lý này là khác nhau.[1] :23–4

Parfit lập luận rằng kích thước của "tài sản vũ trụ" có thể được tính từ lập luận sau: Nếu Trái đất có thể ở được một tỷ năm nữa và có thể hỗ trợ bền vững cho dân số hơn một tỷ người, thì có khả năng xảy ra cho 10 16 (hoặc 10.000.000.000.000.000) mạng người trong thời gian bình thường. :453–4 Bostrom đi xa hơn, tuyên bố rằng nếu vũ trụ trống rỗng, thì vũ trụ có thể tiếp cận được có thể hỗ trợ ít nhất 1034 con người sinh học x năm; và, nếu một số người được tải lên máy tính, thậm chí có thể hỗ trợ tương đương với 1054 con người đã máy tính hóa x năm.